# Église Saint-Pierre-Saint-Paul de Jouy-sur-Morin
Pour les articles homonymes, voir Église Saint-Pierre-et-Saint-Paul.
L'église Saint-Pierre-Saint-Paul est une église catholique située à Jouy-sur-Morin, en France.

## Description

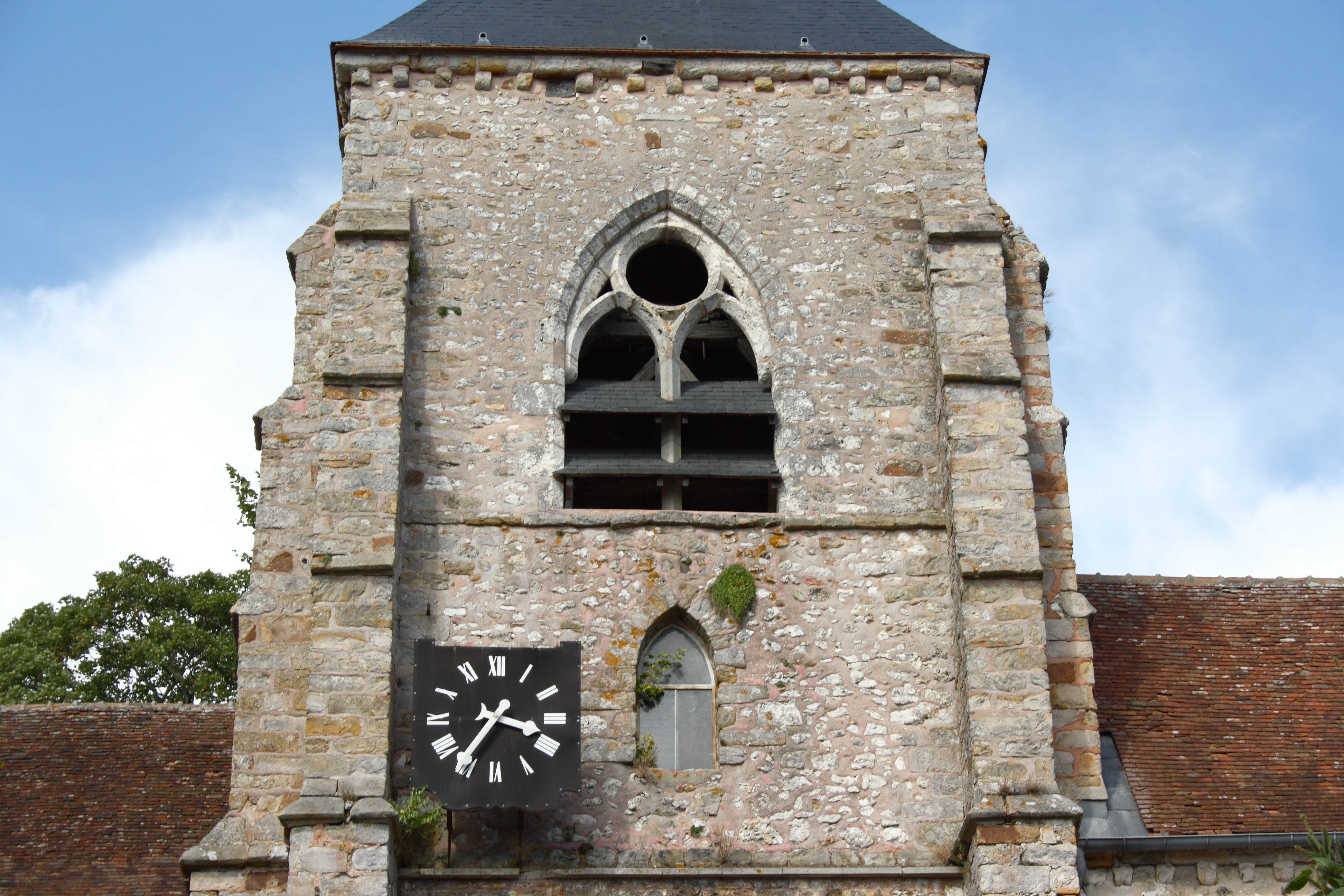
Jouy-sur-Morin, le clocher.

Le clocher, percé de larges fenêtres à remplages et couvert d'une toiture en ardoise, s'élève à l'angle sud du chœur. Les angles sont bordés de contreforts à plusieurs gradins. Le chœur, qui s'ouvre sur une abside polygonale, est également interrompu par des fenêtres à remplages. Une petite chapelle avec une tour d'angle est construite sur son côté sud. À l'intérieur, des arcades, portées par des faisceaux de piliers ornés de chapiteaux fleuris, ouvrent la nef principale vers le bas-côté sud.

## Historique

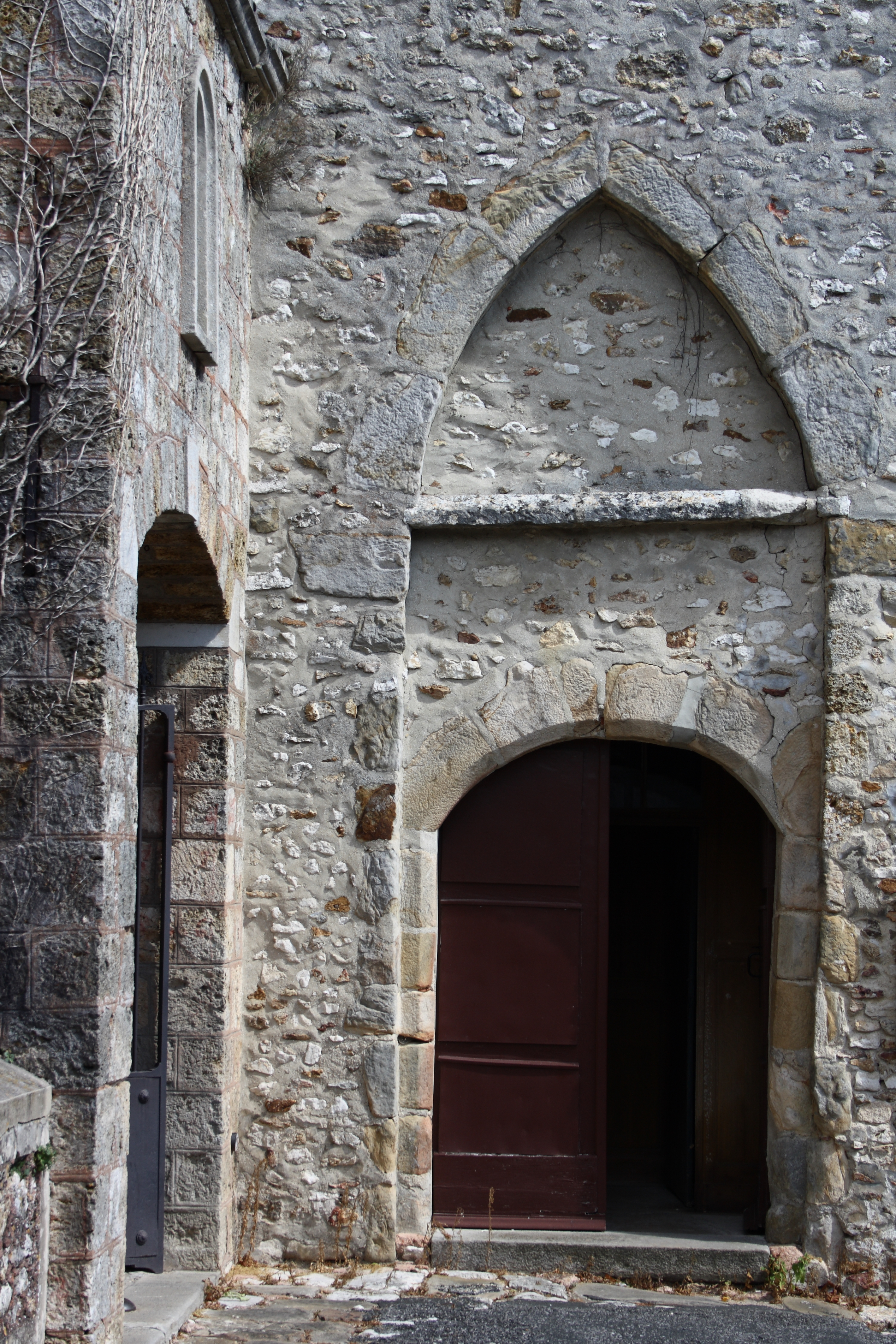
L'entrée de l'église.

Elle est constituée à l'origine d'une nef de trois travées. Les bas-côtés côté sud ont été construits vers 1250. Par la suite, entre 1230 et 1240, le chœur polygonal a été ajouté à son tour.
L'église est inscrite au titre des monuments historiques par arrêté du 14 novembre 1927.